# Старозагорска епархия
Старозагорската епархия е епархия на Българската православна църква със седалище в град Стара Загора и архиерейски наместничества в Казанлък, Чирпан, Нова Загора, Свиленград и Харманли.

## История
При основаването на Екзархията в 1871 година Ескизаарско е част от Търновската епархия. Въпросът за обособяване на отделна епархия е повдигнат на Първия църковно-народен събор от Господин Славов, но се отлага от уважение към Иларион Макариополски. Светият синод решава да обособи отделна епархия след Руско-турската война, тъй като Старозагорско попада в Източна Румелия, но осъществяването на решението отново се отгала, за да не бъде обвинена църквата, че работи против Съединението. Епархията започва да се организира в началото на 1886 година от архимандрит Максим Пелов.

## Старозагорски митрополити
- Методий (Кусев) (1896 – 1922) – почива на 5 ноември 1922 г.
- Павел (Константинов) (1922 – 1940) – почива на 5 октомври 1940 г.
- Климент (Кинов) (1940 – 1967) – почива на 13 февруари 1967 г.
- Панкратий (Дончев) (1967 – 1998) – почива на 13 юли 1998 г.
- Галактион (Табаков) (2000 – 2016)
- Киприан (Казанджиев) (2016 – )

- Митрополит Методий
- Митрополит Павел
- Митрополит Климент

## Манастири
- Казанлъшки манастир „Св. Въведение Богородично“
- Мъглижки манастир „Св. Николай Мирликийски чудотворец“
- Златноливаденски манастир „Св. Атанасий Велики“
- Шипченски манастир „Св. Рождество Христово“

## Храмове

### Катедрален храм
- „Свети Димитър“, Стара Загора.

### Храмове по духовни околии
- Старозагорска духовна околия
- Казанлъшка духовна околия
- Новозагорска духовна околия
- Свиленградска духовна околия
- Харманлийска духовна околия
- Чирпанска духовна околия

### Храмове в Стара Загора
- „Света Троица“
- „Свети Никола“
- „Свето Успение Богородично“
- „Свети Теодор Тирон“